# Veľká Čierna
Veľká Čierna és un poble i municipi d'Eslovàquia que es troba a la regió de Žilina, al centre-nord del país.

## Història
La primera menció escrita de la vila es remunta al 1361.

## Demografia
| Godina             | 1994 | 2004   | 2014   | 2024   |
| ------------------ | ---- | ------ | ------ | ------ |
| Nombre de persones | 360  | 357    | 348    | 370    |
| Diferència         |      | −0,83% | −2,52% | +6,32% |

| Godina             | 2023 | 2024   |
| ------------------ | ---- | ------ |
| Nombre de persones | 373  | 370    |
| Diferència         |      | −0,80% |